# Aphis myrsinitidis
Aphis myrsinitidis är en insektsart som beskrevs av Petrovic och Leclant 1998. Aphis myrsinitidis ingår i släktet Aphis och familjen långrörsbladlöss. Inga underarter finns listade i Catalogue of Life.